# Евстигнеев, Андрей Рудольфович
Андрей Рудольфович Евстигнеев (р. 03.07.1956 г.) — российский учёный, лауреат Государственной премии РФ (2005) и премии Правительства РФ (2009 — за учебно-педагогическую работу «Межрегиональный университетский учебно-педагогический комплекс по наукоемкой многофункциональной подготовке медицинских специалистов для медицины катастроф и чрезвычайных ситуаций» для образовательных учреждений высшего профессионального образования). Архивная копия от 6 апреля 2018 на Wayback Machine
Сын лётчика.
Окончил машиностроительный факультет Калужского филиала МВТУ им. Н. Э. Баумана (1980) и аспирантуру факультета автоматизации МВТУ (1985, с защитой диссертации).
В 1979—1981 гг. моторист вертолётного участка. В 1985—1991 начальник отдела на Калужском радиоламповом заводе.
С 1991 директор, с 1999 президент Медицинско-технического лазерного центра «Лазерная академия наук» (ЛАН).
С 2000 г. лектор курсов повышения квалификации РНЦ лазерной медицины МЗ РФ.
Доктор технических наук (1995).
Автор и соавтор 5 монографий.
Заслуженный деятель науки и техники РФ (1996). Архивная копия от 6 апреля 2018 на Wayback Machine Лауреат Государственной премии РФ (2005).

## Публикации
- Применение полупроводниковых лазеров и светодиодов в медицине : науч.-метод. материал / А.Р. Евстигнеев ; Калуж. медико-техн. лазерный Центр ЛАН РФ. - Калуга : [б. и.], 2000. - 62 с.
- Лазерная терапия при желчекаменной и мочекаменной болезни : под ред. А. Р. Евстигнеева ; Лазер. акад. наук Рос. Федерации / ред. : А. Р. Евстигнеев. - Калуга : Полиграф-Информ, 2007. - 68 с. : ил. - ISBN 5-93999-193-9
- Этапная комбинированная лазерная терапия в комплексной системе реабилитации больных с туннельными (мышечно-компрессионными синдромами) / Дочия А.А., Картелишев А.В., Евстигнев А.Р., Вернекина Н.С. ; Лазер. акад. Рос. Федерации. - Москва : [б. и.] ; Калуга : Политоп, 2006. - 115 с. : ил ; 21. - Библиогр.: с. 98-114 (212 назв.). - 2000 экз.. - ISBN 5-93821-059-2
- Клиническая лазерология : практическое руководство для врачей / Государственный Научный Центр медицины МЗ и СР РФ , Лазерная академия наук РФ, ГОУВПО "Мордовский государственный университет им. Н.П. Огарева" ; ред. А. Р. Евстигнеев, Л.П. Пешева. - Саранск ; Калуга : РАО-ПРЕСС, 2008. - 388 с. : ил. - ISBN 978-5-93966-049-5
- Квантовая терапия в акушерско-гинекологической клинике = Quantum therapy in obstetrical-gynecological clinic / Л. П. Пешев, А. Р. Евстигнеев. - Саранск ; Калуга, 2002. - 456 с. : ил., табл.; 20 см.